# Episodi di Outcast (prima stagione)
La prima stagione della serie televisiva Outcast, composta da dieci episodi, è stata trasmessa in prima visione assoluta negli Stati Uniti da Cinemax dal 3 giugno al 12 agosto 2016.
In Italia, la stagione è andata in onda in prima visione satellitare su Fox, canale a pagamento della piattaforma Sky, dal 6 giugno al 15 agosto 2016.
Il primo episodio, prima della messa in onda televisiva, è stato distribuito per la prima volta online dal 20 maggio 2016.
| nº | Titolo originale               | Titolo italiano        | Prima TV USA   | Prima TV Italia |
| -- | ------------------------------ | ---------------------- | -------------- | --------------- |
| 1  | A Darkness Surrounds Him       | Venite a prendermi     | 3 giugno 2016  | 6 giugno 2016   |
| 2  | (I Remember) When She Loved Me | Perdonami              | 10 giugno 2016 | 13 giugno 2016  |
| 3  | All Alone Now                  | Al sicuro              | 17 giugno 2016 | 20 giugno 2016  |
| 4  | A Wrath Unseen                 | Il peccato preferito   | 24 giugno 2016 | 27 giugno 2016  |
| 5  | The Road Before Us             | Cambiamenti            | 8 luglio 2016  | 4 luglio 2016   |
| 6  | From the Shadows It Watches    | Nessun'altra scelta    | 15 luglio 2016 | 18 luglio 2016  |
| 7  | The Damage Done                | Il giorno del ricordo  | 22 luglio 2016 | 25 luglio 2016  |
| 8  | What Lurks Within              | Il pentacolo           | 29 luglio 2016 | 1º agosto 2016  |
| 9  | Close to Home                  | Il male in me          | 5 agosto 2016  | 8 agosto 2016   |
| 10 | This Little Light              | Un piccolo superpotere | 12 agosto 2016 | 15 agosto 2016  |